# Mistrzostwa Afryki w Piłce Ręcznej Mężczyzn 1981
Mistrzostwa Afryki w piłce ręcznej mężczyzn 1981 – czwarte mistrzostwa Afryki w piłce ręcznej mężczyzn, oficjalny międzynarodowy turniej piłki ręcznej o randze mistrzostw kontynentu organizowany przez CAHB mający na celu wyłonienie najlepszej męskiej reprezentacji narodowej w Afryce, który odbył się w Tunezji w 1981 roku. Tytułu zdobytego w 1979 roku broniła reprezentacja Tunezji.
Pierwszy tytuł mistrzów kontynentu zdobyli Algierczycy.

## Klasyfikacja końcowa
| Miejsce | Reprezentacja            | Uwagi          |
| ------- | ------------------------ | -------------- |
| złoto   | Algieria                 | awans: MŚ 1982 |
| srebro  | Wybrzeże Kości Słoniowej | -              |
| brąz    | Tunezja                  | -              |
| 4       | Egipt                    | -              |
| 5       | Angola                   | -              |
| 6       | Nigeria                  | -              |
| 7       | Kongo                    | -              |
| 8       | Gwinea                   | -              |